# Manipolazione dell'informazione
La manipolazione dei mezzi di comunicazione di massa attiene alle tecniche con cui soggetti interessati creano un'immagine pubblica o un argomento che favorisca i loro interessi particolari, a discapito del conclamato intento di servire soltanto l'interesse pubblico.

## Contenuto
Si tratta di tecniche che possono utilizzare paralogismi, propaganda e teorie del complotto; spesso includono atti di eliminazione di informazioni o di opinioni caratterizzate da terzietà, mediante il sovraffollamento intenzionale delle informazioni offerte nella medesima unità di tempo o di spazio, secondo tattiche di diversione dell'interesse dell'opinione pubblica. Anche quando esse non si sostanziano in veri e propri depistaggi - volti a distogliere l'attenzione dalle malefatte del potere -  esse determinano una "spirale informativa" tale da confondere, a volte, ciò che è fondamentale da ciò che è accessorio.
Quando si approfitta della sete inestinguibile degli elettori di informazioni su coloro che li rappresentano, ad esempio, la delegittimazione attraverso la vita privata assume una connotazione specifica: «essa proviene semplicemente dal lavoro di rivelazione svolto dai media che, meccanicamente, fanno emergere informazioni negative dalla massa di immagini, testi, servizi, inchieste e confidenze che essi raccolgono e trasmettono».

## Autori
Benché i giornalisti siano i primi gestori del materiale informativo, non sempre è ad essi che può ascriversi l'origine o la responsabilità consapevole dei casi di manipolazione del mezzo di comunicazione di massa.
Il flusso informativo, talvolta, ha origine presso organizzazioni complesse (organi politici o di governo, aziende private, istituti scientifici) dotate di una competenza specifica e, pertanto, di non immediata verifica. Spesso si tratta di organizzazioni dotate di spin doctor, autorizzati a relazionarsi direttamente con la stampa.
Benché anche queste organizzazioni possano essere autonomamente soggette ad obblighi di terzietà o di imparzialità (è il caso delle amministrazioni pubbliche), le loro attività di divulgazione di informazioni non sono sottoposte al codice deontologico del giornalista: ecco perché attività manipolatorie hanno talvolta origine al di fuori dell'organo di stampa. Questo se ne potrebbe fare tramite per cattiva professionalità dei suoi esponenti o per timori della sua dirigenza nei confronti di potentati politici od economici in grado di influenzare la proprietà della testata giornalistica.

## Effetto sulla funzione informativa

### Disintermediazione ad opera deisocial
Una fonte di rischio è quella derivante dalla disintermediazione, "che è una spinta potentemente alimentata dai social, certo, ma che al tempo stesso ha a che fare con la (...) comunicazione politica. Il potere politico tende a voler eliminare gli intermediari che si frappongono tra la sua voce e i cittadini. Tutto questo è cosa buona e giusta. Ma la disintermediazione impone uno scotto da pagare, laddove contribuisce a fiaccare una professione, quella giornalistica, che può essere l’unico efficace baluardo alla post-verità, posto che la sua ragion d’essere risiede nel garantire all’opinione pubblica che l’informazione non si annulli nella propaganda".

### Delegittimazione della professione giornalistica
Una modalità ulteriore di manipolazione - che non solo prescinde, ma delegittima la stessa funzione informativa fondata su criteri deontologici - è l'introduzione di prodotti audiovisivi sintetizzati artificialmente: i media sintetici sono una forma di ingresso della rivoluzione tecnologica digitale nel campo delle notizie rivolte al pubblico, ma pongono sfide etiche, legali e di fiducia pubblica perché trasformano le opportunità creative in un prodotto che ha l'apparenza dell'informazione.
I media sintetici – Synthetic Media, noti anche come media generati da IA, contenuti personalizzati o, informalmente, deepfake – sono contenuti audio, video, immagini o testi creati, manipolati o modificati tramite IA in modo automatico: essendo assai spesso vincolati a parametri forniti da un essere umano, sono spesso creati ed usati per generare notizie false, frodi finanziarie, delegittimazioni dell'avversario mediante clonazione vocale o doppiaggio sincronizzato, generazione di attori digitali, campagne pubblicitarie senza attori reali. La creazione rapida e su larga scala di contenuti, la personalizzazione massiva offerta dallo strumento digitale e dai social network e l'abbondanza di testi sintetici/spam, hanno un effetto di saturazione di risultati informativi che - anche prescindendo dall'effetto di possibili riscritture di eventi basate su falsi grossolani - produce un grave indebolimento della fiducia del pubblico in fonti oggettive.
Le immagini ed i video fasulli «sono più facili che mai da produrre, sempre più convincenti e si stanno diffondendo a un ritmo sorprendente. I tentativi dei giornalisti di verificare i contenuti multimediali, di distinguere il reale dal sintetico, difficilmente riescono a competere con le condivisioni diventate virali, diffuse da attori malintenzionati o appassionati di intelligenza artificiale, le cui creazioni si infiltrano in una rete di produttori di notizie passivi e inconsapevoli. Quando i falsi generati dall’IA sono evidenti, il compito della stampa diventa ancora più arduo: convincere le persone che la verità abbia ancora importanza».

## Influenza nella narrativa e nella cultura di massa
Per quanto riguarda l’Italia in Numero zero Umberto Eco dichiarò: "mi sono ispirato al caso di quel magistrato, Raimondo Mesiano, giudice del Lodo Mondadori, che nel 2009 fu messo alla gogna solo perché fumava e portava calzini turchesi. È il classico esempio di macchina del fango: parlare di un particolare senza alcun rilievo per screditare un avversario".
Per quanto riguarda gli Stati Uniti d'America, il falso arresto di Obama creato dal sito social di Trump nel luglio 2025 "è il tipo di contenuto che un tempo sarebbe appartenuto agli angoli più marginali di Internet. Ma questo è arrivato direttamente dall’ account del Presidente in carica. Il video, pur sintetizzato artificialmente, è stato presentato senza alcun avvertimento esplicito, il che, secondo alcuni, lo rende ancora più potente e pericoloso. Anche se non esiste ancora un precedente legale che affronti specificamente attacchi politici generati dall’IA come questo, le implicazioni stanno già preoccupando gruppi per i diritti civili, legislatori ed esperti di etica tecnologica".